# Olesia Zykina
Olesia Nikolajevna Zykina (ryska: Олеся Николаевна Зыкина), född den 7 oktober 1980 i Kaluga, är en rysk friidrottare som tävlar i kortdistanslöpning.

## Meriter individuellt
Zykinas genombrott kom när hon slutade trea på 400 meter vid inomhus-VM 2001 i Lissabon på tiden 51,71. Hon deltog samma år vid VM i Edmonton där hon tog sig vidare till finalen men slutade sexa. 
En stor framgång blev EM i München 2002 där hon vann guld på tiden 50,45. Året efter vid VM i Paris blev det bara en sjätte plats på tiden 50,59. Samma placering nådde hon vid nästa världsmästerskap 2005 i Helsingfors denna gång på tiden 51,24. Däremot blev det medalj både vid EM inomhus 2007 -  brons - och vid VM inomhus 2008 - guld.

## Meriter i stafett
Förutom framgångarna individuellt har Zykina varit framgångsrik i det ryska stafettlaget på 4 x 400 meter. Vid Olympiska sommarspelen 2000 sprang hon i försöken i det ryska lag som slutade på bronsplats. Vid VM 2001 blev det även där brons i stafett och vid EM 2002 en silvermedalj. Vid VM 2003 blev det åter en silvermedalj och vid Olympiska sommarspelen 2004 silver efter USA.

## Personliga rekord
- 100 meter - 11,84
- 200 meter - 22,55
- 400 meter - 50,15